# میهائیل آوریونوف
میهائیل آوریونوف (انگلیسی: Mihail Avrionov؛ زادهٔ ۲۷ ژوئن ۱۹۸۰) بازیکن فوتبال اهل بلغارستان است.